# Cres (mitologia)
Cres (en grec antic Κρής), va ser segons la mitologia grega un heroi fill de Zeus i d'una nimfa del mont Ida, a Creta. Era l'epònim de l'illa de Creta.
De vegades se'l considera "fill de la terra cretenca". Va ser el rei de la primera població de l'illa, els "eteocretencs" o "cretencs veritables". Cres va donar asil a Zeus infant quan Cronos, el seu pare, l'amenaçava de mort i el refugià a les muntanyes de l'Ida. Va dictar lleis als seus súbdits abans que Minos, el gran legislador.
Algunes tradicions el fan pare o germà de Talos, l'autòmat que protegia l'illa de Creta de qualsevol invasió per mar.